# ハミルトン・シュトーヴァレ
ハミルトン・シュトーヴァレ（英：Hamilton Stovare）は、スウェーデン原産のセントハウンド犬種である。犬種名のスペルはHamiltonstovareと単語間のスペースを空けずにつづられることもあり、単にハミルトンと呼ばれることもある。別名はハミルトン・ハウンド（英：Hamilton Hound）。

## 歴史
1886年に誕生した犬種で、力強く、北欧の冬の寒さに強いセントハウンド犬種を目指して作出された。16世紀ごろからスウェーデンの王族や貴族が狩猟に用いていたセントハウンド犬をベースとしてスイス系のセントハウンド（ブルーノ・ジュラ・ハウンドと考えられている）やドイツのホルシュタイン・ハウンド、ハノーヴァリアン・ハウンド、イギリスのイングリッシュ・フォクスハウンド、ラトビアのカーランド・ハウンドを複雑に掛け合わせることで生み出された。この犬種の名前は、作出者であるアドルフ・パトリック・ハミルトン氏にちなんで名付けられたものである。
主に単独で大型哺乳類の狩りをするのに用いられていた。雪の降る中でもひるむことなく獲物の臭いを追跡し続け、発見すると主人に吠えて知らせる。主人が到着するまでの間、ハミルトンは獲物に攻撃を仕掛け噛みついたり、吠えて獲物の気を引きつけたり、獲物を囲うようにその周りをぐるぐると走り回ることでその場から逃げ出さないように止める。主人が到着すると獲物を猟銃で倒し、狩猟は終了する。ちなみにレトリービング（回収）はハミルトンの仕事外で、主人が獲物を持ち帰るのではあるが、中にはその仕事を覚えて仕留めた獲物を持ち帰ることが出来る犬もいる。
既出の犬種として完成した年には早速ドッグショーでハミルトンがスウェーデン中にお披露目され、期待の新犬種として注目を集めた。人気はすぐに高まって原産国では猟犬として多用されるようになり、自国のケネルクラブだけでなく国際畜犬連盟（FCI）にも公認犬種として登録された。イギリスや北欧各国にも輸出が行なわれて更なる知名度向上が目指されている。まだまだヨーロッパ外ではあまり飼育されていないが、セントハウンド犬種の中では知名度の高い方の犬種であるといわれている。原産国では現在もその人気は衰えず、猟犬としてだけでなく、ペットやショードッグとしても多く飼育されている。

## 特徴
犬の知識をあまり深く持たない人から見ると、並べて見ないと他のハウンドカラーのセントハウンド犬種と見分けがつけにくいかもしれない。だが、ハミルトンはそれらの中でも比較的すらりとした体格をしていて、精悍な顔立ちをしている。
胸は広く丈夫な体を持っているが、脚はすらりと長く、走るのが速い。マズルは先細りで長く、アゴの力は強靭というわけではないが、獲物をずっと咥えて（或いは噛みついて）離さないようにするための持続力がある。とはいえ、ハミルトンはこのアゴで自ら進んで人に襲い掛かるようなことはせず、おもちゃや獲物を噛むことにその力を用いることを好むので、さほど問題は無い。耳は垂れ耳、尾は飾り毛の無い垂れ尾。コートは厚いスムースコートで、寒さに強い。毛色はベースがタンでマズル、フレーズ、喉、胸、足先がホワイト、サドル（背）がブラックのハウンドカラー。体高51〜61cm、体重23〜27kgの大型犬で、性格は忠実で冷静、忍耐力があり明るい。子供にも寛容で優しく対応することが出来、他の犬とも仲良くするかとが出来る。家庭犬として飼育するのに向いた犬種ではあるが、吠え声が大きくよく響き、運動量が多い点が普及の進まない主な要因である。かかりやすい病気は運動のし過ぎにより起こる関節疾患どがある。